# 浅見耕司
浅見 耕司（あさみ こうじ、1949年5月 - ）は、日本の生物学者。京都大学化学研究所准教授。専門は生体膜の生物物理学的研究。

## 来歴・人物
1972年、埼玉大学理工学部生化学科卒業。
1977年、京都大学大学院理学研究科博士後期課程修了。理学博士（京都大学）。
1979年、高知医科大学医学部助手を経て、1986年より京都大学化学研究所助教授。

## 著書・論文

### 著書

#### 共著
- 『膜学実験シリーズ 第1巻 生体膜編』日本膜学会編、共立出版、1994年
- 『実験化学講座9 電気磁気』丸善、1991年
- 『実験生物学講座6 細胞分画法』丸善、1984年

### 論文
- Dielectric properties of water in Triton X-100 (nonionic detergent)-water mixtures (J. Phys. Condens. Matter, 19/, 376102, 1-10, 2007)
- Effects of membrane disruption on dielectric properties of biological cells (J. Phys. D: Appl. Phys., 39/, 4656-4663, 2006)
- Dielectric dipersion of erythrocyte ghosts (Phys. Rev. E, 73/, 052903, 1-3, 2006)
- Simulation of dielectric relaxation in periodic binary systems of complex geometry (J. Colloid Interface Sci., 292/, 228-235, 2005)
- 「赤血球ゴーストの誘電分散シミュレーション」（『生物物理』 45(SUPPLEMENT1), S202, 2005）
- 「境界要素法を用いた球形細胞のelectrorotationスペクトルの計算」（関根克尚・崔海順・松島江理・武田拓也・浅見耕司）（『生物物理』45(SUPPLEMENT1), S198, 2005）
- 「短鎖オリゴDNAの誘電分光 一本鎖DNA誘電緩和の濃度・鎖長・塩濃度依存性」（勝本洋一・大森真二・浅見耕司）（『生物物理』45(SUPPLEMENT1), S152, 2005）
- 「短鎖オリゴDNAの誘電分光 -ハイブリダイゼーションによる変化」（大森真二・勝本洋一・浅見耕司）（『生物物理』45 (SUPPLEMENT1), S152, 2005）
- 「局所的変形をもった細胞に対する低周波交流電場の作用に関する境界要素法計算」（関根克尚・長面佳央理・松島江理・浅見耕司）（『生物物理』44(SUPPLEMENT1), S268, 2004）
- 「微細孔を有する高分子薄膜に支持された脂質二分子膜および再構成膜の形成とその確認」（佐藤隆弘・角谷忠昭・辻井敬亘・福田猛・浅見耕司）（『生物物理』44(SUPPLEMENT1), S86, 2004）
- 「膜の誘電特性」（『膜』29(6), 350-352, 2004）
- 「赤血球連銭形成による誘電スペクトル変化に関する境界要素法計算」（関根克尚・松尾亜弥・飛田由佳里・日比野千春・浅見耕司）（『生物物理』43(SUPPLEMENT1), S221, 2003）
- 「生物細胞およびコロイド粒子分散系の誘電スペクトロスコピー」（『日本物理学会講演概要集』 58(2-2), 305, 2003）
- 「『合成ペプチドと膜の相互作用』によせて」（『膜』28(2), 45, 2003）
- Characterization of heterogeneous sytems by dielectric spectroscopy (Prog. Polym. Sci., 27/, 1617-1659, 2002)
- Characterization of biological cells by dielectric spectroscopy (J. Non-crystaline solids, 305/, 268-277, 2002)
- 「出芽酵母成長による誘電スペクトルの変化に関する境界要素法計算」（関根克尚・原沙緒里・木村美幸・浅見耕司）（『生物物理』 42(SUPPLEMENT2), S172, 2002）
- 「ジスルフィド結合により二量体化したアラメチシンチャネル -ペプチドヘリックスの会合数と配向の検討」（酒向万智子・岡崎敬・浅見耕司・長岡康夫）（『生物物理』41(SUPPLEMENT1), S213, 2001）
- 「境界要素法による出芽酵母懸濁体の誘電スペクトル計算」（関根克尚・渡部洋子・飛田由佳里・浅見耕司）（『生物物理』41(SUPPLEMENT1), S87, 2001）
- 「7と18番目をグルタミン酸で置換したアラメチシンのイオンチャンネル -シングル・チャンネル電流のpH依存性」（浅見耕司・岡崎敬・永井康晃・長岡康夫）（『生物物理』40(SUPPLEMENT1), S206, 2000）
- 「境界要素法による棒状細胞懸濁系の誘電スペクトル計算」（関根克尚・鳥居野風江・畔田千尋・浅見耕司）（『生物物理』40(SUPPLEMENT1), S153, 2000）
- 「脂質二分子膜につくられるアラメチシン・イオンチャンネル」（浅見耕司・岡崎敬・永井康晃・長岡康夫）（『膜』25(4), 166-167, 2000）
- 「誘電率計測による酵母細胞分裂サイクルのモニター」（『生物工学』78/, 158-162, 2000年）
- Effect of cell shape on dielectric behavior of fission yeast (Biochem. Biophys. Acta., 1472/, 137-141, 1999)
- 「誘電計測による糸状菌Mortierella alpinaの菌体内油脂含量推定」（東山堅一・杉本武司・米澤岳志・藤川茂昭・浅見耕司）（『日本生物工学会大会講演要旨集』 平成11年度, 236, 1999）
- Dielectric anlysis of polystyrene micro capsules using scanning dielectric microscope (Colloid & Polymer Science, 276/, 373-378, 1998)
- 「アラメチシンのイオンチャンネル挙動に及ぼす親水性残基の影響」（永井康晃・浅見耕司・長岡保夫）（『生物物理』38(Supple 2), S52, 1998）
- 「誘電スペクトロスコピーによる酵母細胞分裂のリアルタイムモニター」（浅見耕司・米澤岳志）（『生物物理』38(Supple 2), S26, 1998）
- 「環状擬ペプチドによって多量体化したアラメチシンチャンネル」（矢野節子・松原晃・浅見耕司・赤木有・西野憲和）（『生物物理』37 (SUPPLEMENT 2), S50, 1997）
- 「誘電スペクトロスコピーによる酵母同調増殖のモニターとその解析」（浅見耕司・Gheorghiu Eugen・米澤岳志）（『生物物理』37(SUPPLEMENT 2), S43, 1997）
- Dielectric imaging of biological cells (Colloid & Polymer Science, 273/, 1095-1097, 1995)
- EFFECT OF LIPOPHILICITY OF TRICHOSPORIN-Bs ON ION-CHANNEL FORMATION AND CATECHOLAMINE-RELEASING ACTIVITY （長岡康夫・飯田彰・神原武志・立川英一・浅見耕司・藤多哲朗）（Biological & pharmaceutical bulletin 18(4), 640-642, 1995）
- Fungal Metabolities. XVIII. New Membrane-Modifying Peptides, Trichorozins I-IV, from the Fungus Trichoderma harzianum（飯田彰・実方正樹・和田俊一・藤多哲朗・田中裕美・榎章郎・布施五郎・金井みち子・浅見耕司）（Chemical & pharmaceutical bulletin 43(3), 392-397, 1995）
- 「酒類の発酵中における酵母状態の誘電計測」（米澤岳志・四方秀子・小嶋幸次・浅見耕司）（『日本生物工学会大会講演要旨集』平成4年度、196, 1992）
- 「誘電測定による固定化菌体量の計測」（三島健・三村精男・高原義昌・浅見耕司・花井哲也）（『日本醗酵工学会大会講演要旨集』昭和62年度, 139, 1987）
- 「微小中空ビ-ズの形態 -ポリスチレンおよびエチルセルロ-スのマイクロカプセル」（花井哲也・浅見耕司）（『高分子加工』34(2), pp.57-62, 1985）
- 「細胞内オルガネラの誘電分散」（入交昭彦・浅見耕司）（『生物物理』24(6), 326-329, 1984）
- 「生物細胞および顆粒の誘電測定」（浅見耕司・入交和彦）（『生物物理』21(2), p127-128, 1981）
- Dielectric Approach to a Suspension of Membrane-Bounded Particles, and the Application to Biological Suspensions（花井哲也・浅見耕司）（『膜』2(3), 175-193, 1977）